# فريدي روتش (ملاكم)
فريدي روتش (بالإنجليزية: Freddie Roach)‏ مواليد 5 مارس 1960 في ديدام، هو ملاكم أمريكي يصنف ضمن فئة الوزن الخفيف بدأ مسيرته الاحترافية سنة 1978.

## المسيرة الاحترافية
من نزالاته:
- خسر أمام هيكتور كاماتشو (18-12-1985).
- خسر أمام بوبي شاكون (05-03-1985).

## إحصائيات
خاض خلال مسيرته 53 نزالا، فاز في 40 ولم يتعادل وخسر في 13. فاز بالضربة القاضية في 15 نزالا.

## روابط خارجية
- فريدي روتش على موقع IMDb (الإنجليزية)
- فريدي روتش على موقع الموسوعة البريطانية (الإنجليزية)
- فريدي روتش على موقع قاعدة بيانات الفيلم (الإنجليزية)
- فريدي روتش على موقع بوكس ريك (الإنجليزية) (registration required)